# Aurelia aurita
Pour l’article homonyme, voir Aurélia Aurita, le pseudonyme d'une auteur de bande dessinée.
Espèce
La méduse commune (Aurelia aurita), appelée aussi aurélie, méduse bleue ou méduse lune, est une espèce de cnidaires de la super-classe des scyphozoaires.
Des études génétiques en 2004 suggèrent que cette méduse constituerait un complexe d'espèces cryptiques.

## Dénomination
L'origine du nom scientifique Aurelia aurita est le latin aurelia, d’aurum, « or », à cause de la couleur éclatante de l’ombrelle et aurita, d’auris, « oreille », en raison de ses gonades en forme d’oreilles ou de fers à cheval.
Les noms vernaculaires de méduse bleue ou méduse lune font référence à sa couleur généralement blanche-bleutée translucide.

## Description
Cette méduse caractéristique est dotée d'un corps circulaire, en forme de coupe. Son endoderme est blanc et transparent, et son ectoderme, transparent lui aussi, est souvent légèrement bleuté ou rosâtre. Son ombrelle est entourée de centaines de longs et fins tentacules blancs filamenteux et urticants, qui capturent et paralysent le petit zooplancton dont elle se nourrit, pour le porter jusqu'à sa bouche. De nombreuses nervures blanches sont visibles sur son endoderme, partant du centre jusqu'au bord de l'ombrelle. On distingue facilement les quatre gonades en fer à cheval, roses ou blanches, disposées symétriquement autour du centre de l'endoderme, et qui se développent à la base de la paroi latérale de la cavité gastro-vasculaire (cette symétrie d'ordre 4 s'exprime également par la compartimentation de cette cavité constituée de quatre poches stomacales radiales délimitées par quatre cloisons ou septums interradiaux, replis de l'endoderme). Elle possède aussi quatre bras buccaux translucides, entourant le manubrium, et souvent rangés sous l'ombrelle. Elle possède une centaine de fins tentacules marginaux. Elle nage en contractant son corps par ondulations régulières. Chez les mâles, les gonades sont blanches ou jaunes, mais chez les femelles, elles sont roses ou violettes.

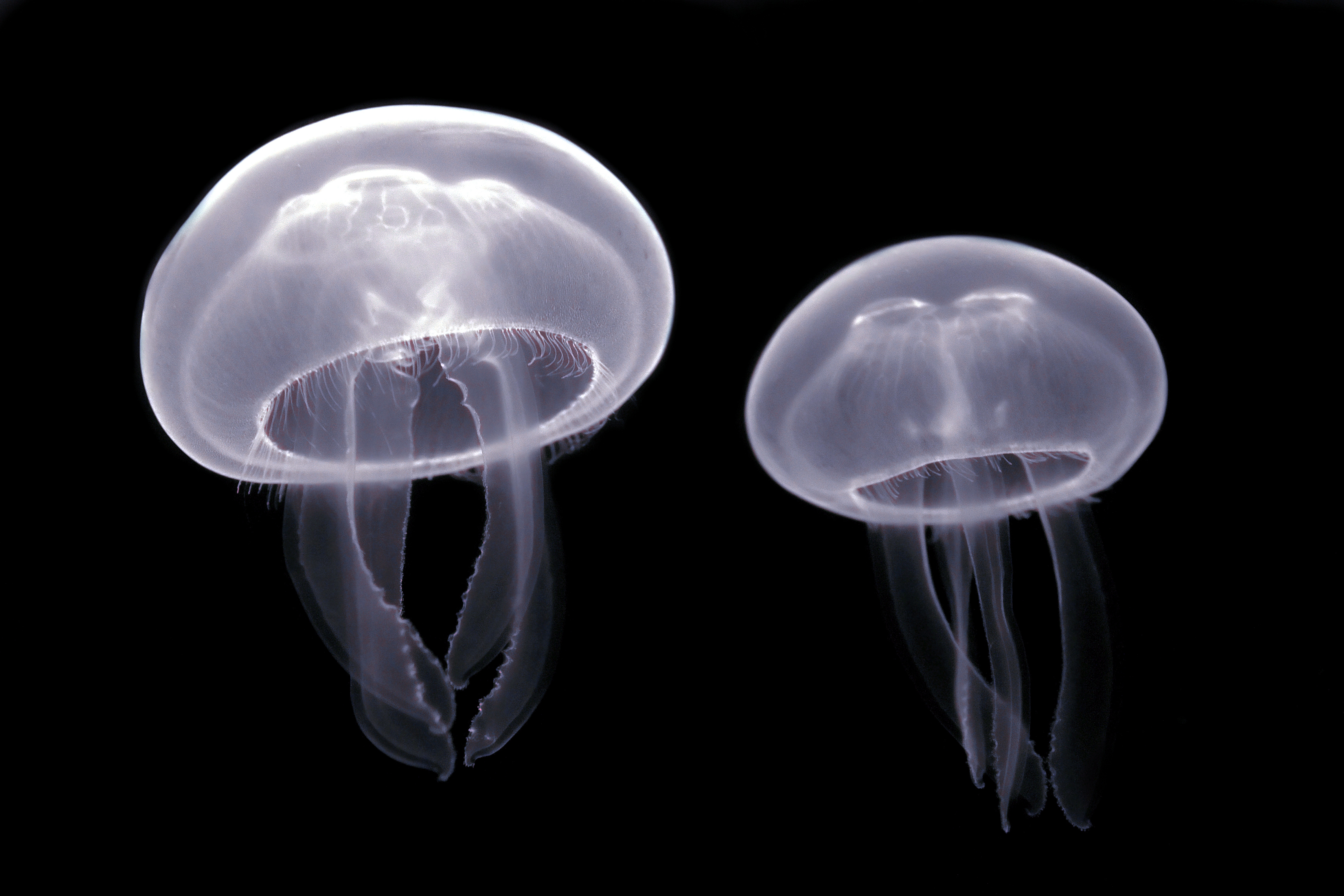
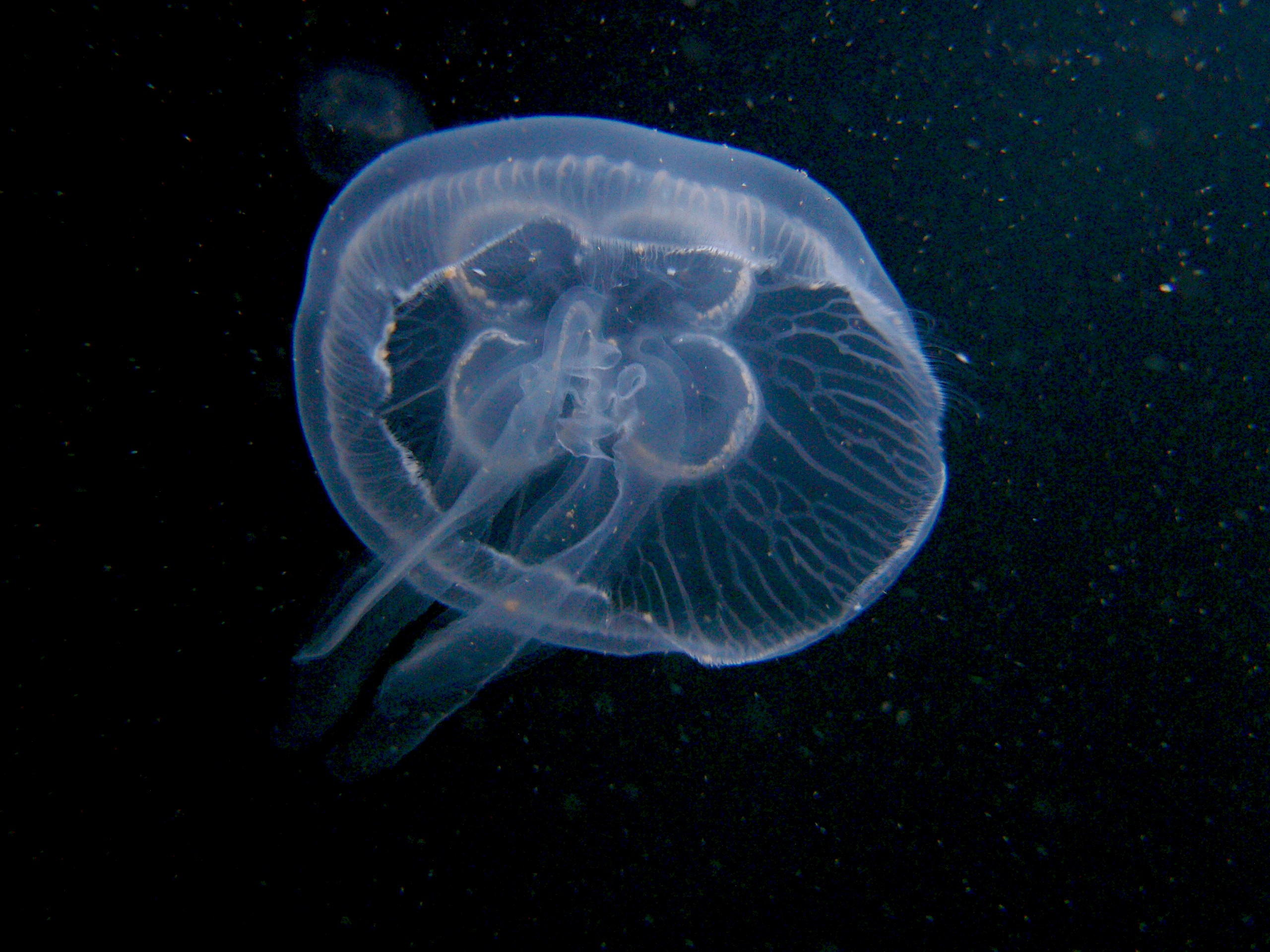
Sur ce cliché, où l'on a pris la méduse vue d'en bas, les tentacules, les gonades, la bouche, la cavité gastrique et l'anneau de muscles sont bien visibles.
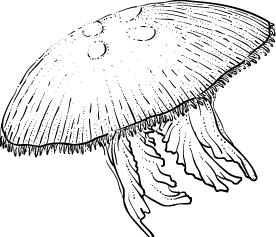
Dessin par la NASA. Des larves d'aurélies ont été utilisées pour des expériences sur la gravitation en 1994.
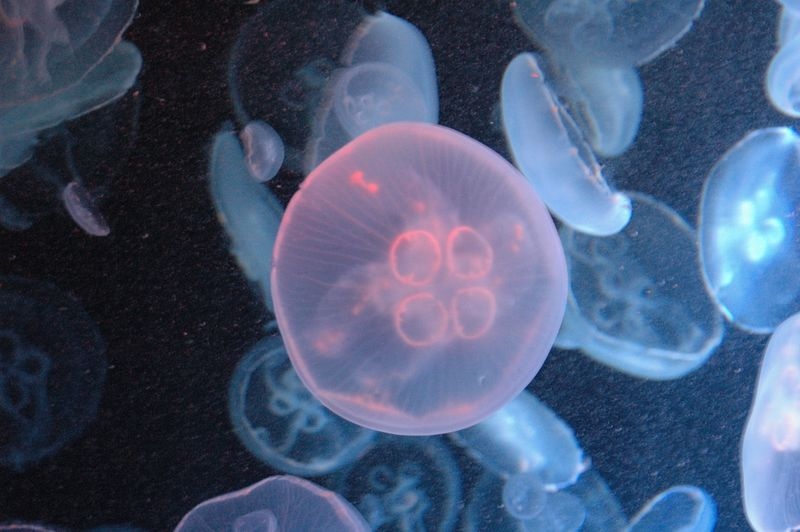

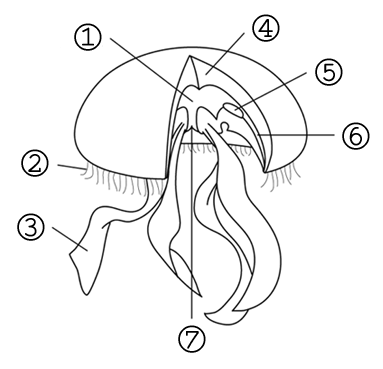
(1) cavité gastro-vasculaire, (2) tentacules marginaux, (3) bras buccaux, (4) mésoglée, (5) gonades, (6) endoderme, (7) bouche.

## Écologie et comportement

### Alimentation
Comme toutes les méduses, elle est macrophage et microphage, se nourrissant de constituants du zooplancton, des petits animaux nectoniques (petits poissons de 1,5 cm de long) ainsi que des micro-particules en suspension, qu'elle capture à l'aide de ses centaines de fins tentacules de chasse. La nourriture, piégée par ses tentacules, est lentement acheminée jusqu'à la bouche puis ingurgitée dans l'estomac (la cavité gastro-vasculaire) où elle subit la digestion. Les produits de la digestion sont distribués à l'ensemble de l'organisme par de nombreux canaux radiaires puis par le canal circulaire. Les produits d'excrétion empruntent le trajet inverse et sont éliminés sous forme de sortes de pelotes de réjection par le même orifice que la bouche, cette dernière servant aussi d'anus, comme chez tous les cnidaires.
Les jeunes méduses, avec un diamètre d'environ 5 cm sont typiquement macrophages ; il a ainsi été calculé qu'une jeune Aurelia aurita est capable de consommer plus de 60 alevins de hareng par jour. Ce n'est qu'une fois adulte et avec un diamètre plus grand atteint, qu'elle opte pour une alimentation microphage, digérant complètement une ration de phytoplancton en quatre heures et une larve de morue en huit heures, pouvant même dévorer ses propres larves. Ce changement de régime alimentaire est probablement dû au développement des gonades qui rétrécissent la cavité de l'estomac.
Le système gastro-vasculaire de cette méduse montre une certaine spécialisation : 16 canaux radiaires rectilignes distribuent les éléments nutritifs à la périphérie, 16 autres canaux radiaires ramifiés transportent les déchets vers la cavité gastro-vasculaire. Cette séparation de sens de circulation préfigure la spécialisation de la circulation des fluides vitaux chez les animaux plus évolués.

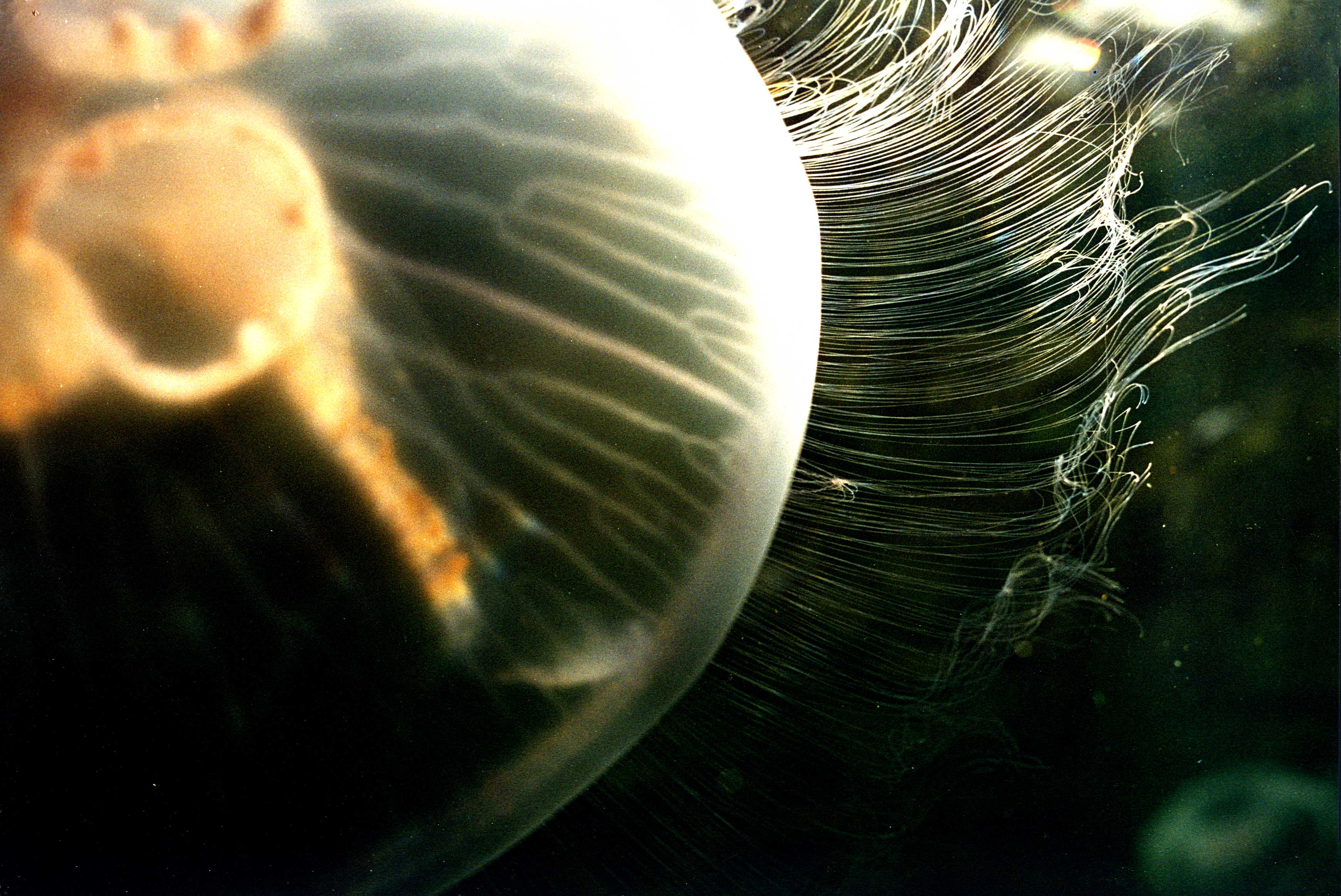
Le spécimen montré ici a capturé, entre ses tentacules filamenteux, un zooplancton, probablement un copépode.
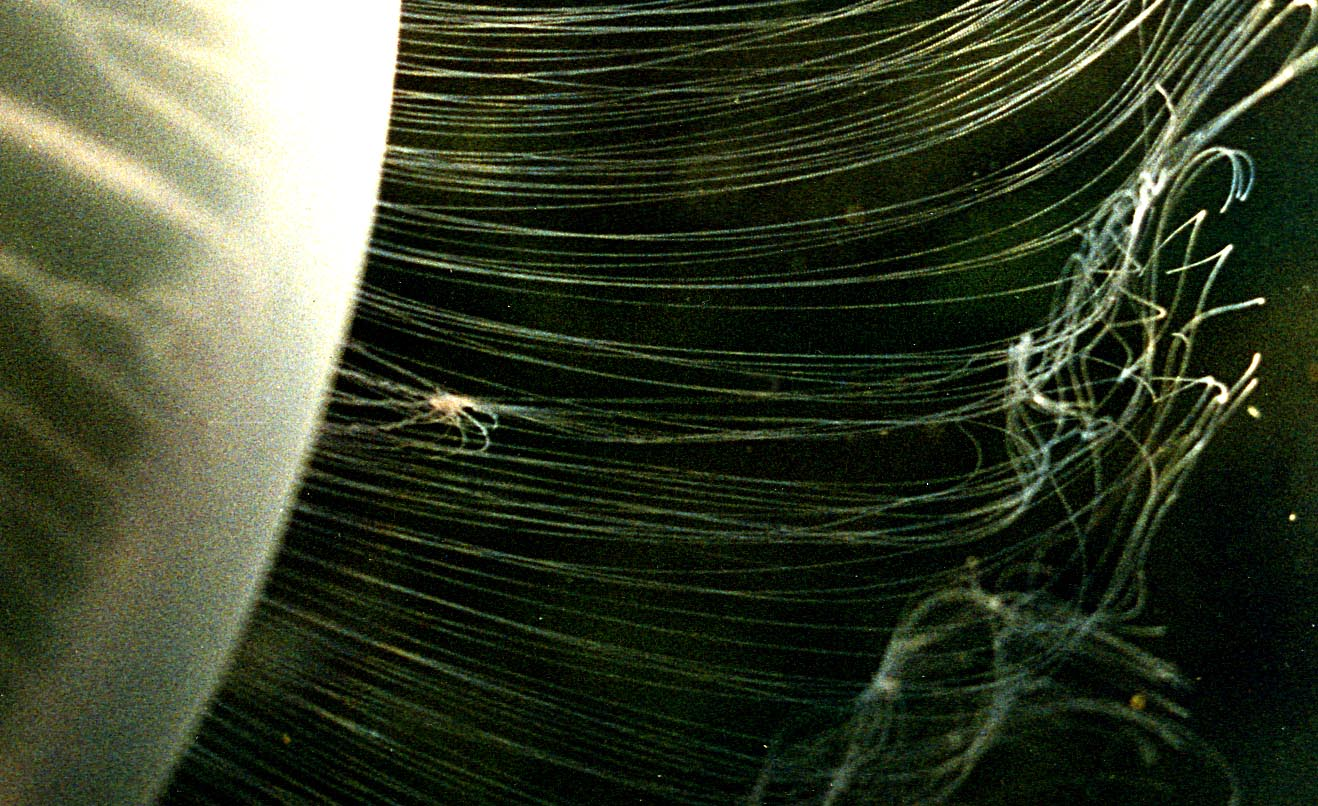
Agrandissement ; la proie devient ici bien visible.
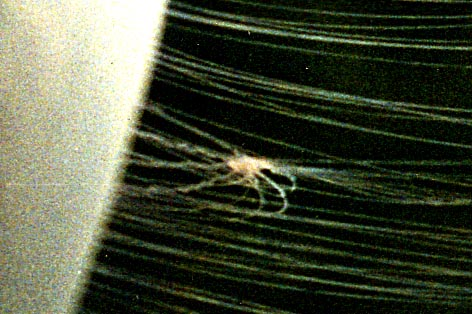
Agrandissement.

### Reproduction
Son mode de reproduction est caractéristique de la plupart des scyphoméduses. En effet, la reproduction se fait en deux stades : le stade libre et le stade benthique. Les méduses s'orientent grâce au soleil et forment des regroupements en vue de la reproduction à la fin de l'été, après une migration orientée. La méduse mâle rejette du sperme, qu'une méduse femelle récupère pour féconder ses ovules. Les œufs ainsi obtenus donnent vie à une larve d'1 mm de diamètre possédant de nombreux cils, appelée planula, qui grandit et tombe au fond de la mer, pour former un polype qui se fixe à un support. Il lui pousse alors des tentacules, puis cette formé fixée commence à se diviser de haut en bas. Cette phase de reproduction asexuée, appelée  strobilisation, a lieu après l'hiver et donne dès le début de l'année des ephyra (jeunes méduses d'1 cm de diamètre) qui grandissent jusqu'à devenir des méduses adultes.

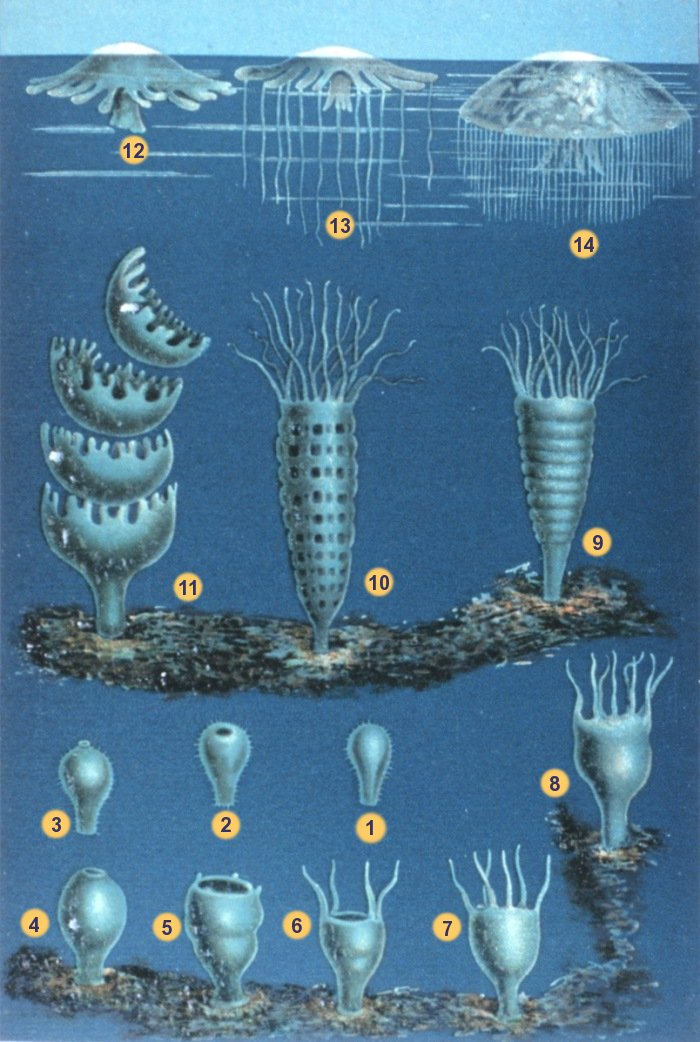
Mode de reproduction d'une méduse Aurelia aurita.
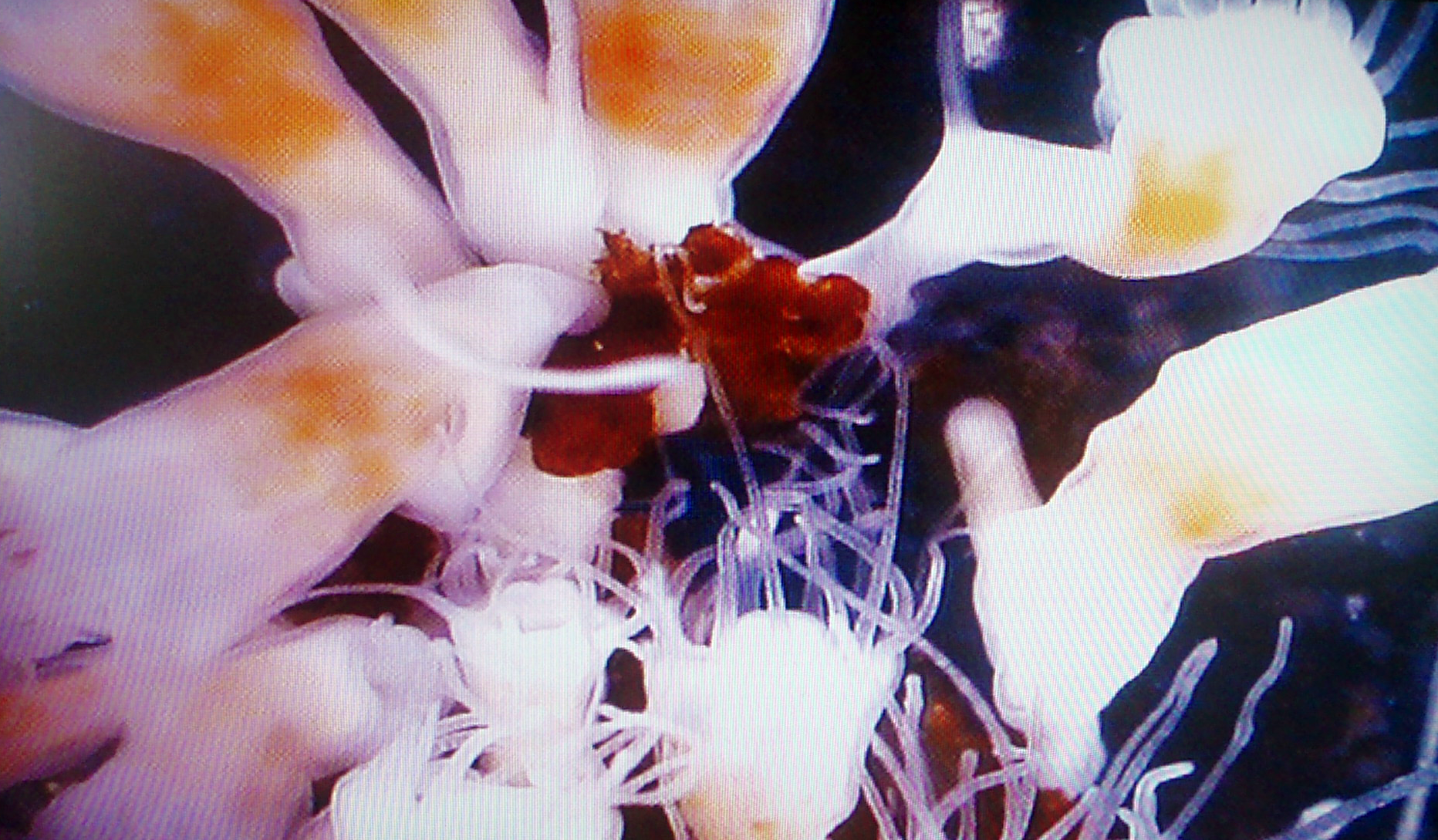
Polypes d'Aurelia aurita.

### Parasitisme
On retrouve souvent le crustacé amphipode commensal Hyperia galba logé dans les cavités sous-ombrellaires de cette méduse.

### Prédateurs
Les méduses, essentiellement composées d'eau ne contiennent que peu de calories, ce qui fait qu'elles ont (adulte) relativement peu de prédateurs. Elles sont néanmoins des proies pour certaines autres espèces : la tortue luth (Dermochelys coriacea) s'est spécialisée dans leur prédation, mais cette espèce est en forte régression en raison de la pollution, du fait qu'elle mange des sacs plastiques en les confondant avec des méduses, qu'elle est victime des filets de pêche et parce que ses sites de pontes sont dégradés ou braconnés. D'autres prédateurs occasionnels de méduses sont notamment les manchots, les homards et le thon rouge. Elles sont rapidement digérées et donc non retrouvées dans l'estomac des prédateurs, ce qui fait que ces derniers sont encore mal recensés.

## Répartition
Méduse pratiquement cosmopolite et très répandue, elle évolue dans tous les océans et les mers du globe si ce n'est les eaux très froides des pôles sud et nord. Cette espèce nage souvent à la surface de l'eau, ou à très faible profondeur, en pleine mer ou près des côtes, dans les ports et les estuaires. Elle peut vivre solitaire ou en vastes groupes de la même espèce, venant souvent s'échouer sur le rivage. Elle dérive souvent avec le reste du plancton, au gré des courants, faisant partie ainsi du macroplancton.

## Anomalies

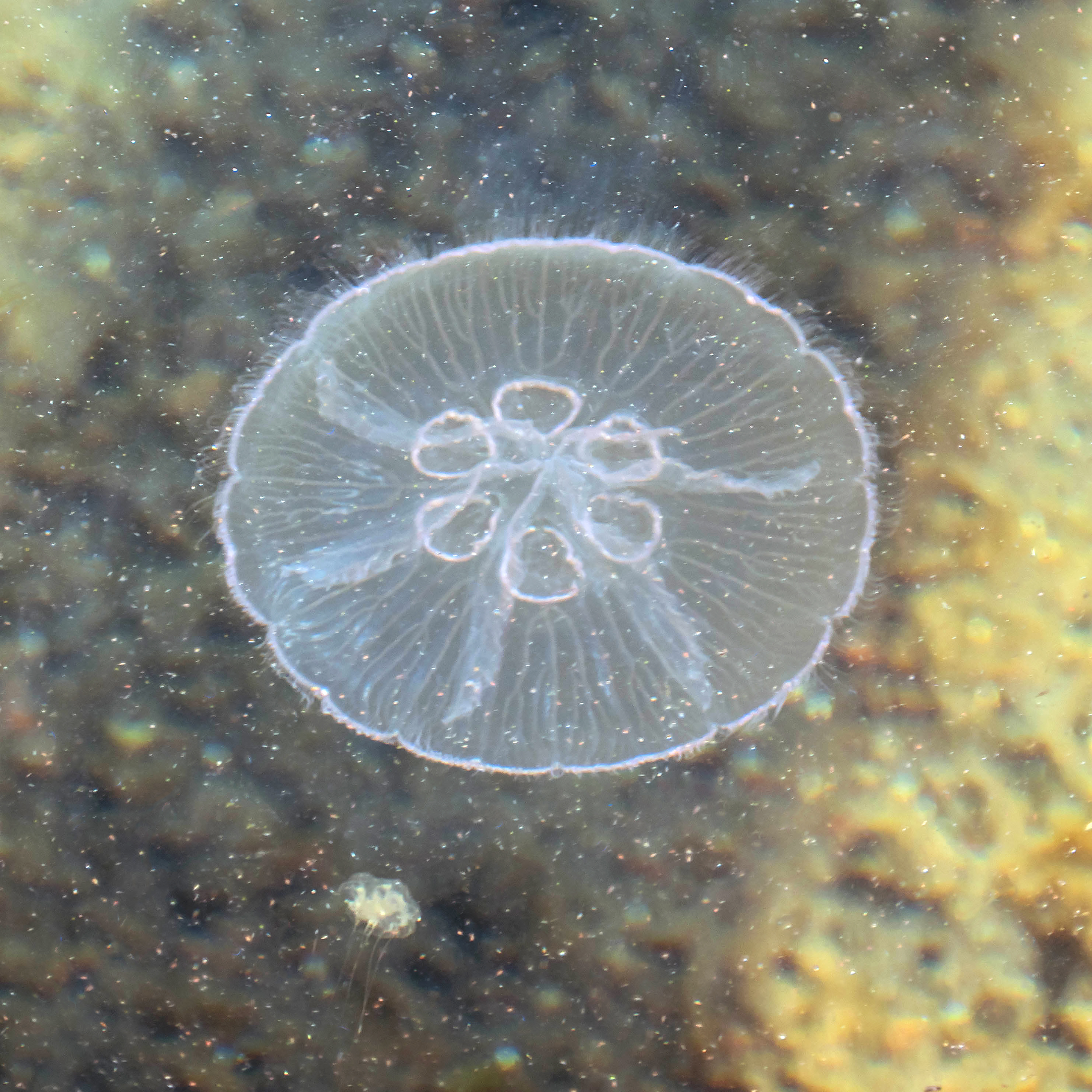
Cette aurélie photographiée en Suède comporte une anomalie des nombres de gonades caractéristiques

On observe fréquemment, en aquarium ou en milieu naturel, des mutations chez les aurélies, dues souvent à un accident de développement. Ainsi, le nombre de gonades peut changer chez certains individus. Elles peuvent être de trois, cinq, six, sept voire plus chez une aurélie portant une mutation. Des spécimens renversés comme tel un parapluie après une rafale ont aussi souvent été observés, sans que l'on ne sache exactement pourquoi ; si ce n'est que cette malformation tend à être plus fréquente en aquarium public.
Plus généralement, des changements morphologiques s'observent fréquemment entre les aurélies : des changements de couleurs (blanc, bleu ou rose) mais aussi des différences dans les formes des gonades (en forme de cœur, plus grands, reliés entre eux, plus épais sur les contours… etc.).

### Symétrie vitale
Une étude menée par l’institut de technologie de Californie, montre que lors de la perte d’un membre, celui-ci n’est pas automatiquement remplacé, ou pas immédiatement, mais la méduse peut réorganiser sa structure afin de rétablir une symétrie – chez les échinodermes, et chez certaines espèces de méduse un processus de transdifférenciation était déjà connu. Cette symétrie semble être vitale chez certaines espèces de méduse et notamment Aurelia aurita, puisqu’elle permet à l’animal de se propulser et de s’alimenter. Si un empêchement de la réorganisation de la structure de cette espèce, après avoir été amputés, ne leur permet plus d’atteindre leur maturité. Aucune action du processus n’est biochimique, mais purement mécanique et obtenue en modifiant la pression exercée dans chacun des muscles. En effet c’est alors qu’ils se réorganisent spontanément dans le corps gélatineux de la méduse. Un avantage évident est que le processus est très rapide, quelques heures seulement à 4 jours au maximum. Cela permet donc à l’animal de survivre beaucoup plus efficacement, que s’il fallait attendre la régénération d’un nouveau membre.

## L'aurélie et l'homme

### Pullulation et impact humain
L'espèce infeste périodiquement les plages, pour la plus grande terreur des baigneurs, d'où l'expression courante « année à méduses ».

#### Piqûre
Cette méduse est considérée comme inoffensive car son venin est sans réel danger pour l'homme.
Selon certaines sources, la piqûre d'aurélie, généralement peu urticante, peut être ressentie de façon très différente selon les individus, allant de symptômes nuls à une petite inflammation superficielle qui ne dure pas beaucoup plus de deux heures.
D'autres sources affirment au contraire que la piqûre, certes sans danger pour l'homme, est douloureuse. On peut facilement diminuer la douleur de la piqûre en appliquant des premiers soins : rincer la zone piquée avec du vinaigre (mais ne jamais rincer à l'eau douce, ni frotter, car cela stimule la libération du venin) puis retirer les tentacules à l'aide d'une pince et enfin appliquer une vessie de glace.

#### Pullulation
Dans les centrales nucléaires au bord de la mer, là où des tonnes d'eaux chaudes sont déversées, les pullulations d'aurélies sont fréquentes. Elles peuvent être responsables, à cause de leur nombre, du colmatage des crépines d'aspirations. De plus, des baisses des prises de pêches peuvent s'observer localement, à cause de la prédation massive des alevins par les méduses juvéniles. Plus généralement, les observations de scyphistomes d'aurélies se font surtout dans des zones portuaires ou des estuaires, sans doute à cause de leurs richesses en particules nutritives. L'aurélie fait partie des espèces les plus courantes lors de prolifération de méduses, en raison de sa large distribution géographique, bien que d'autres espèces la devancent en matière de quantité d'individus et de distribution en étendue et en profondeur lors de telles pullulations.

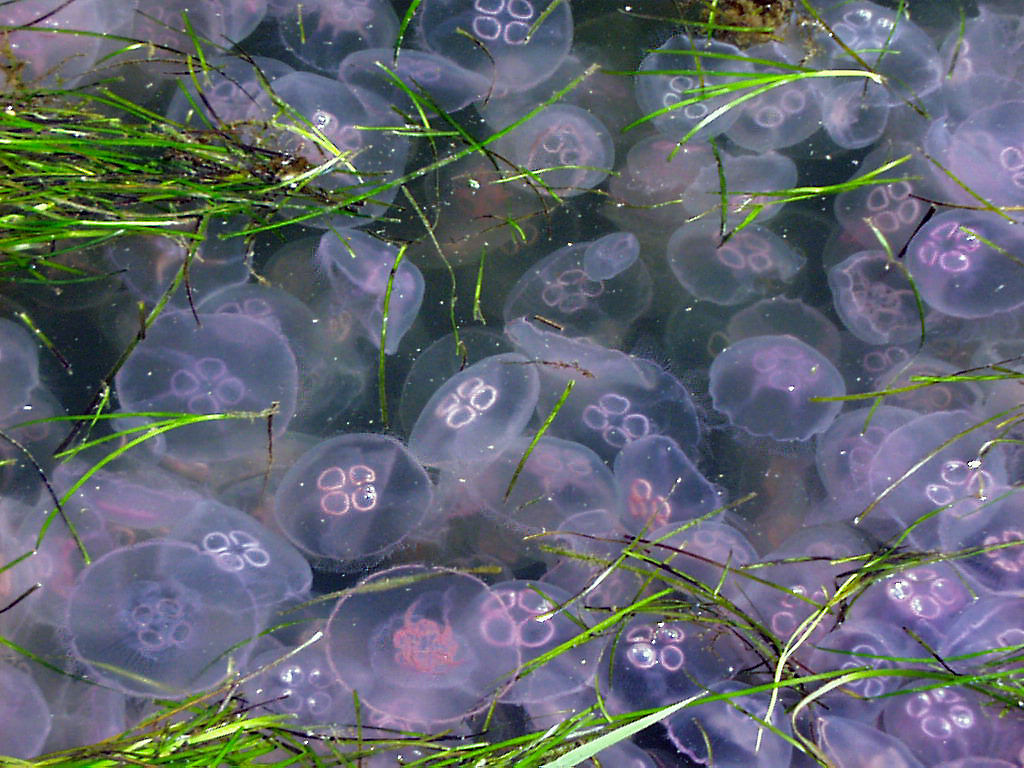
Un essaim de méduses Aurelia aurita dans les eaux du Danemark.
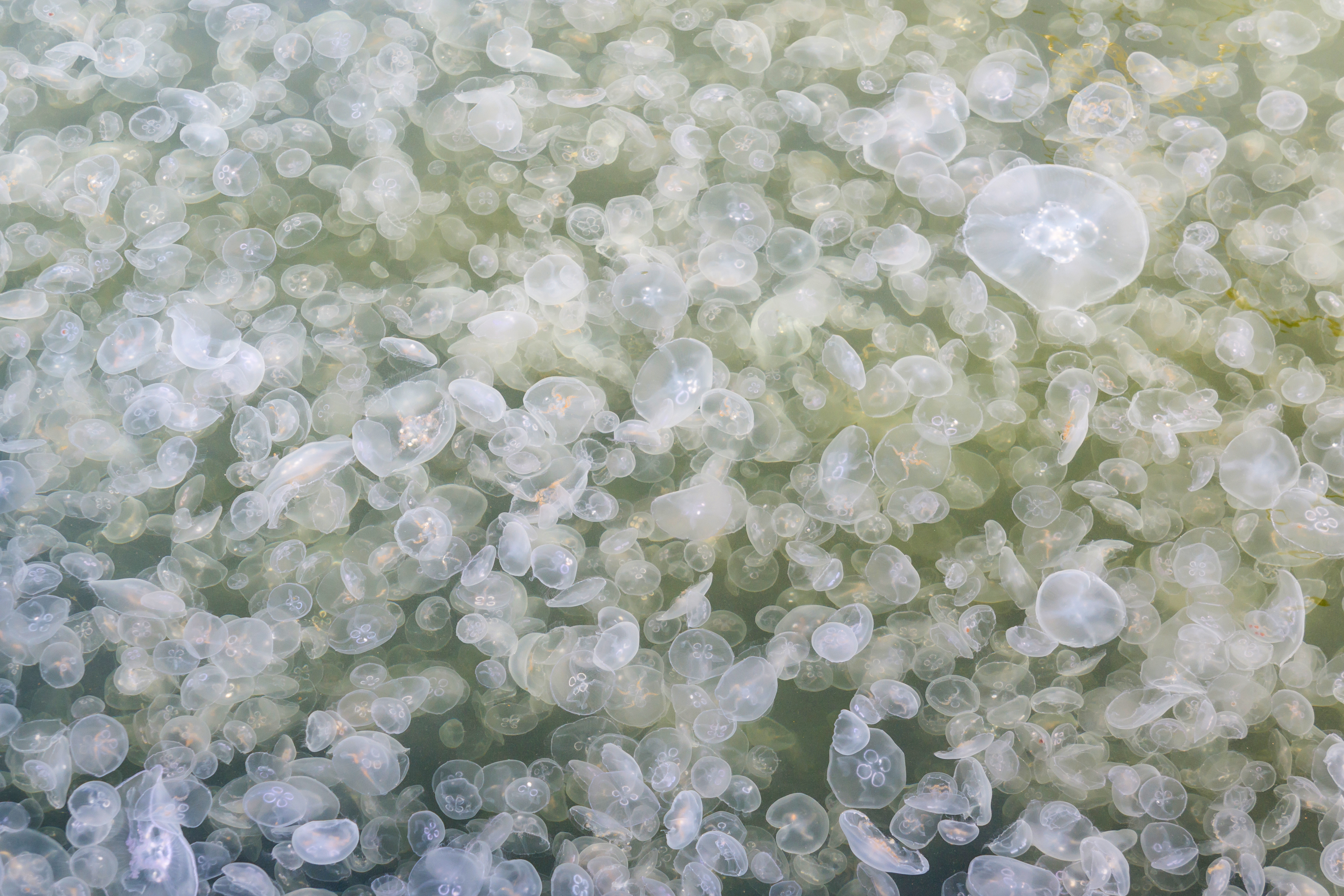
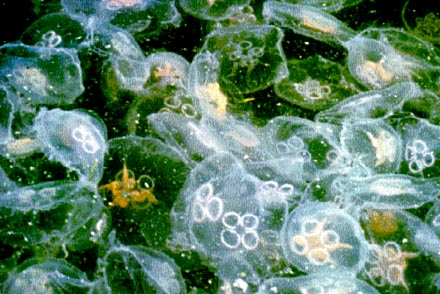

### Consommation humaine
En Asie, les aurélies sont consommées, notamment en Chine et en Indonésie. On les mange notamment après les avoir bouillies et enfleurées avec de l'huile de sésame.

### Aquariums publics
Dans les aquariums publics, seuls des individus mâles sont présentés. En effet, cela évite les reproductions entraînant la pullulation de larves dans le bassin, ainsi que les lâchés de vitellus par les femelles, responsables de pollutions inesthétiques.

### Médecine
Au XIXe siècle, aux Pays-Bas, des personnes souffrant de rhumatisme se baignaient dans des bassins remplies d'aurélies pour soigner les douleurs, cette thérapie se basant sur la croyance que les piqûres stimulaient le flux sanguin.

### Photographies

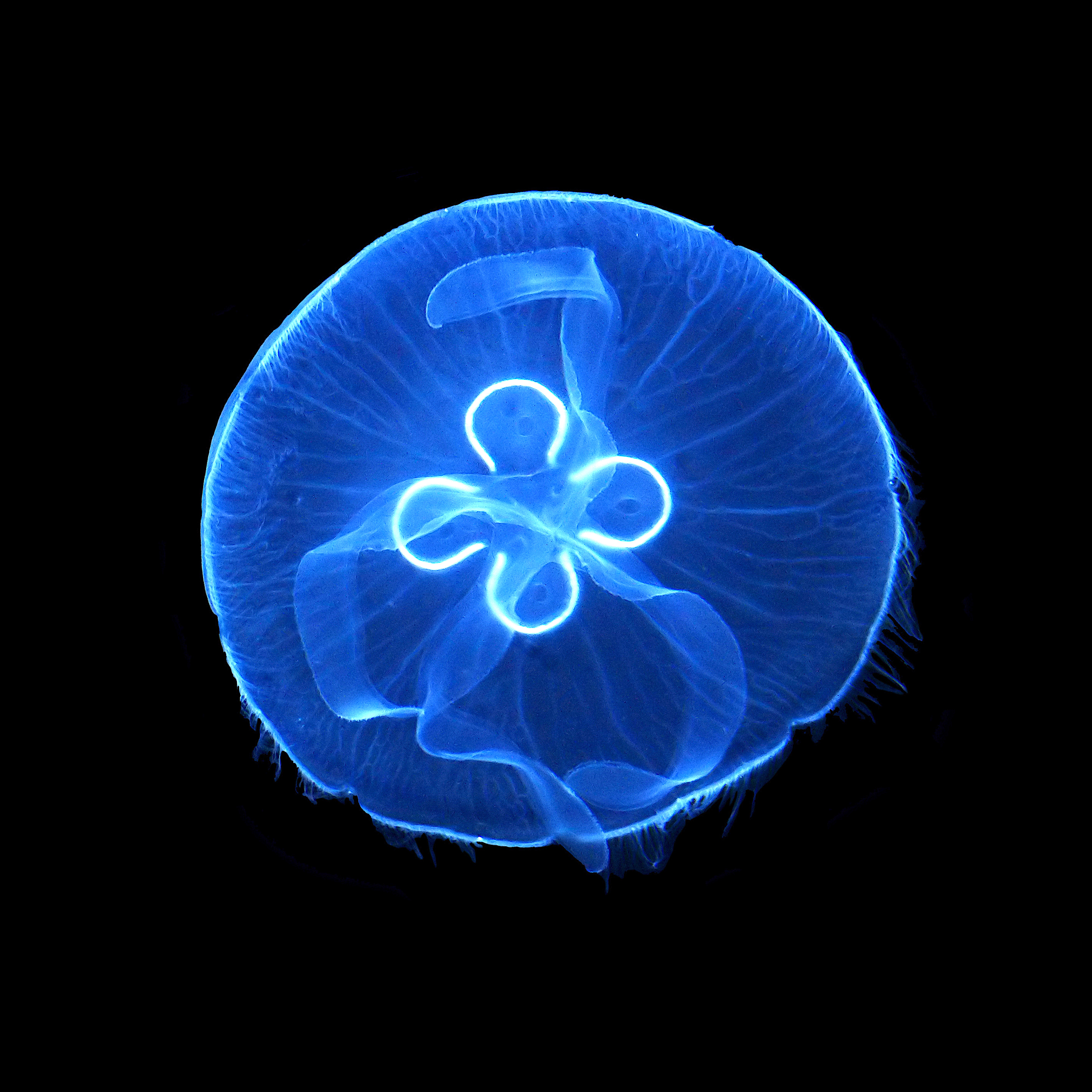
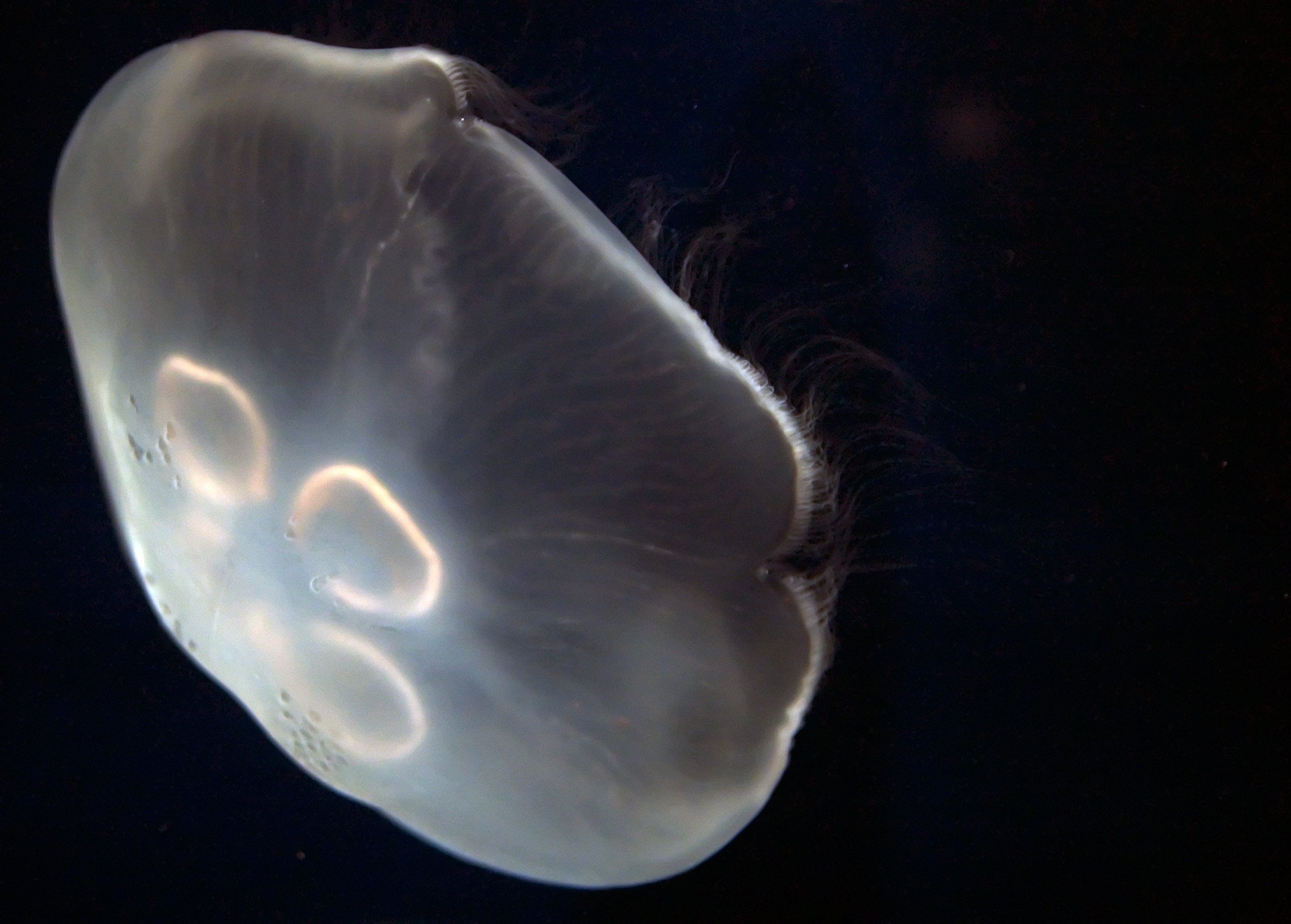
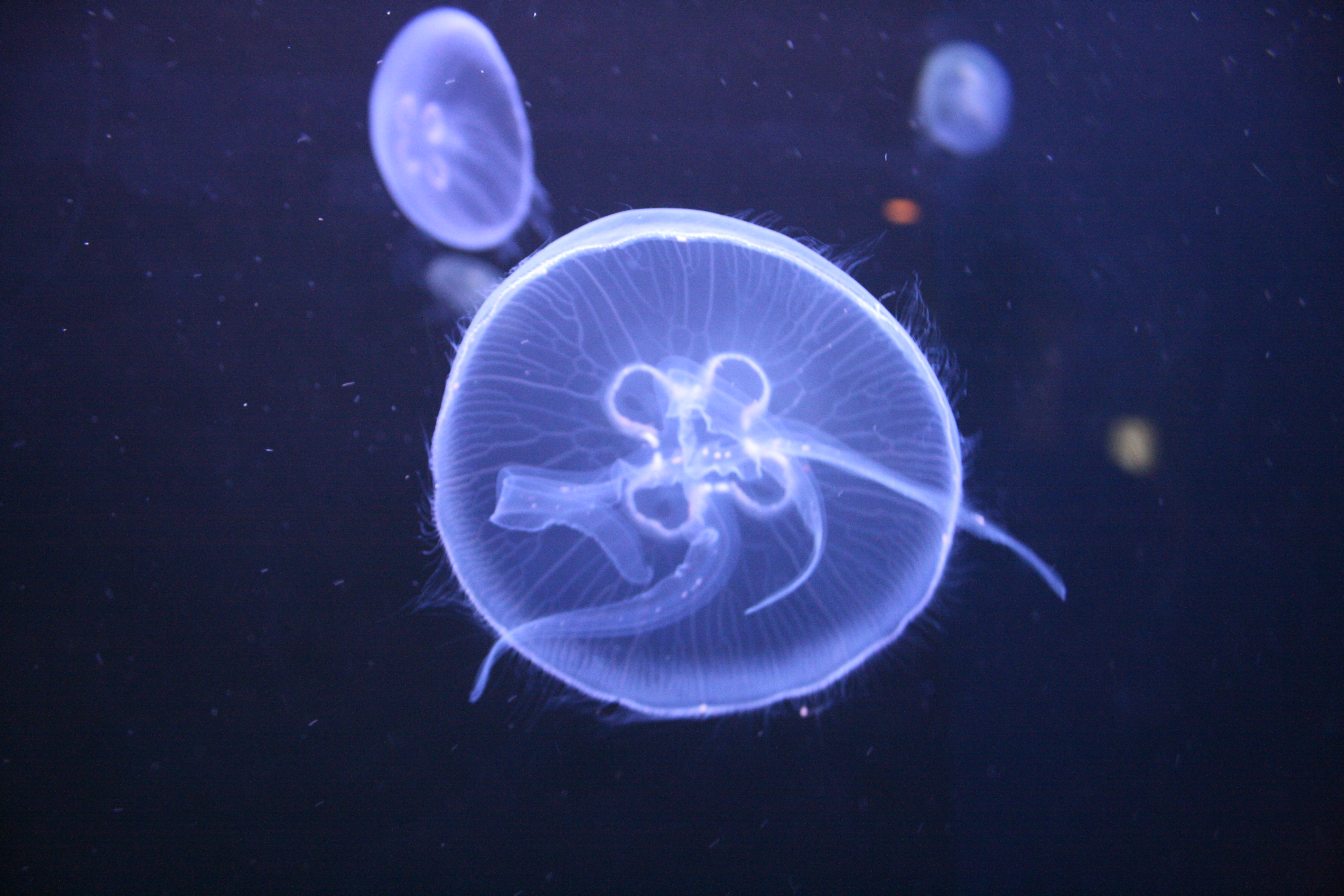
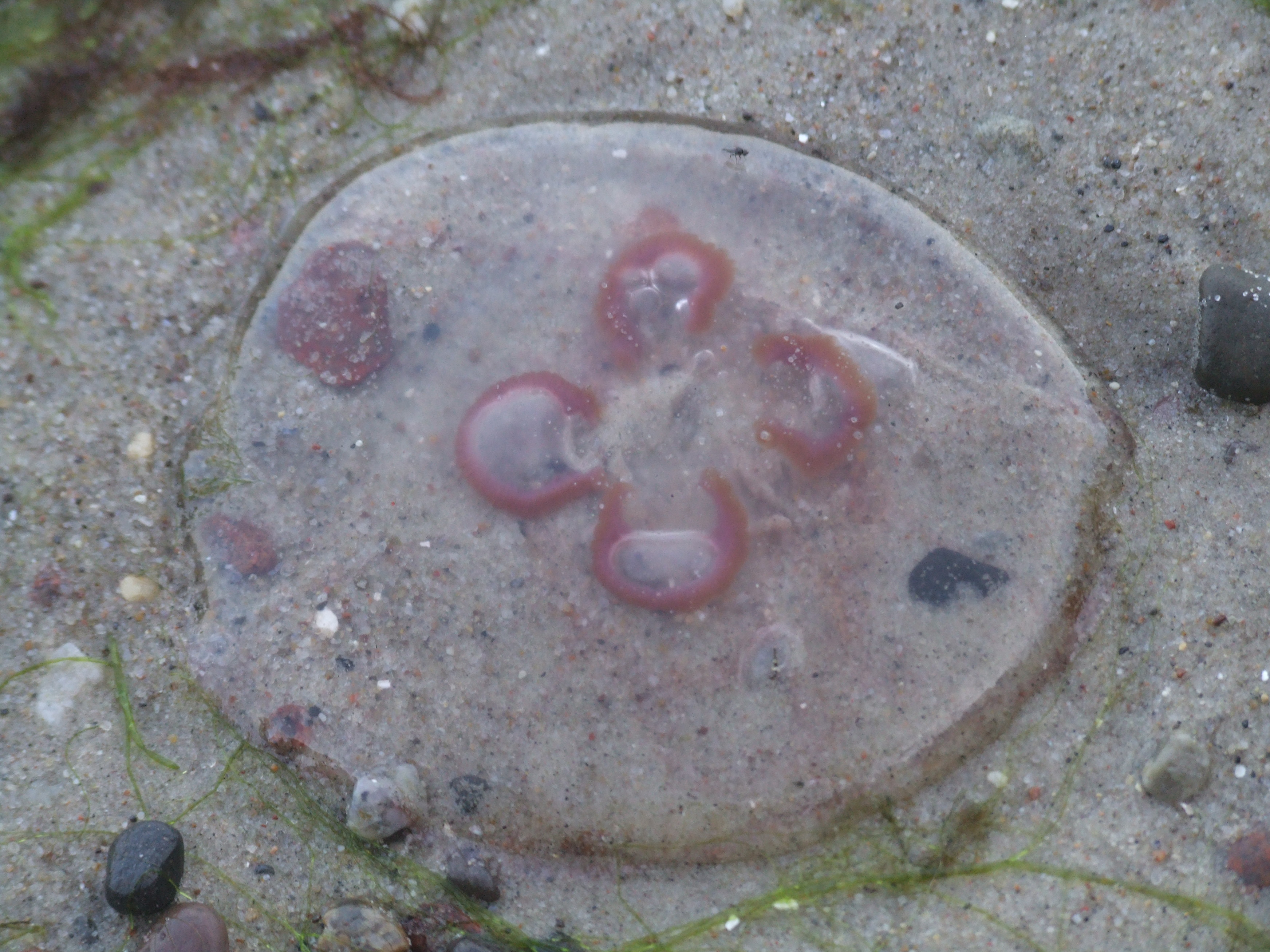
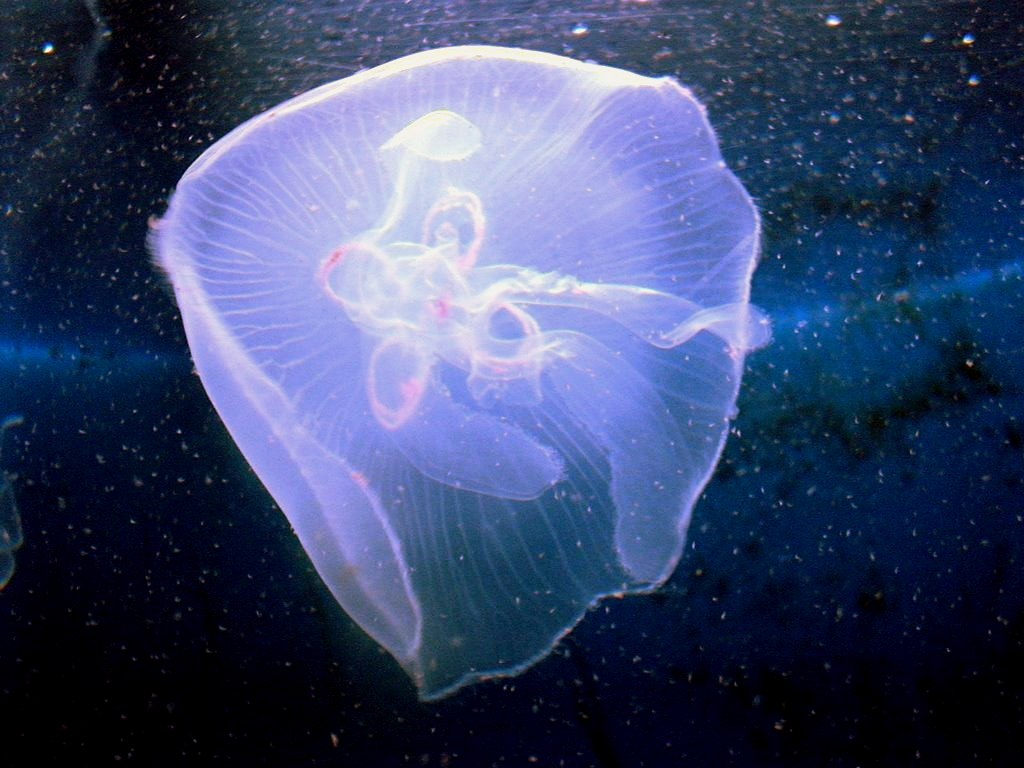
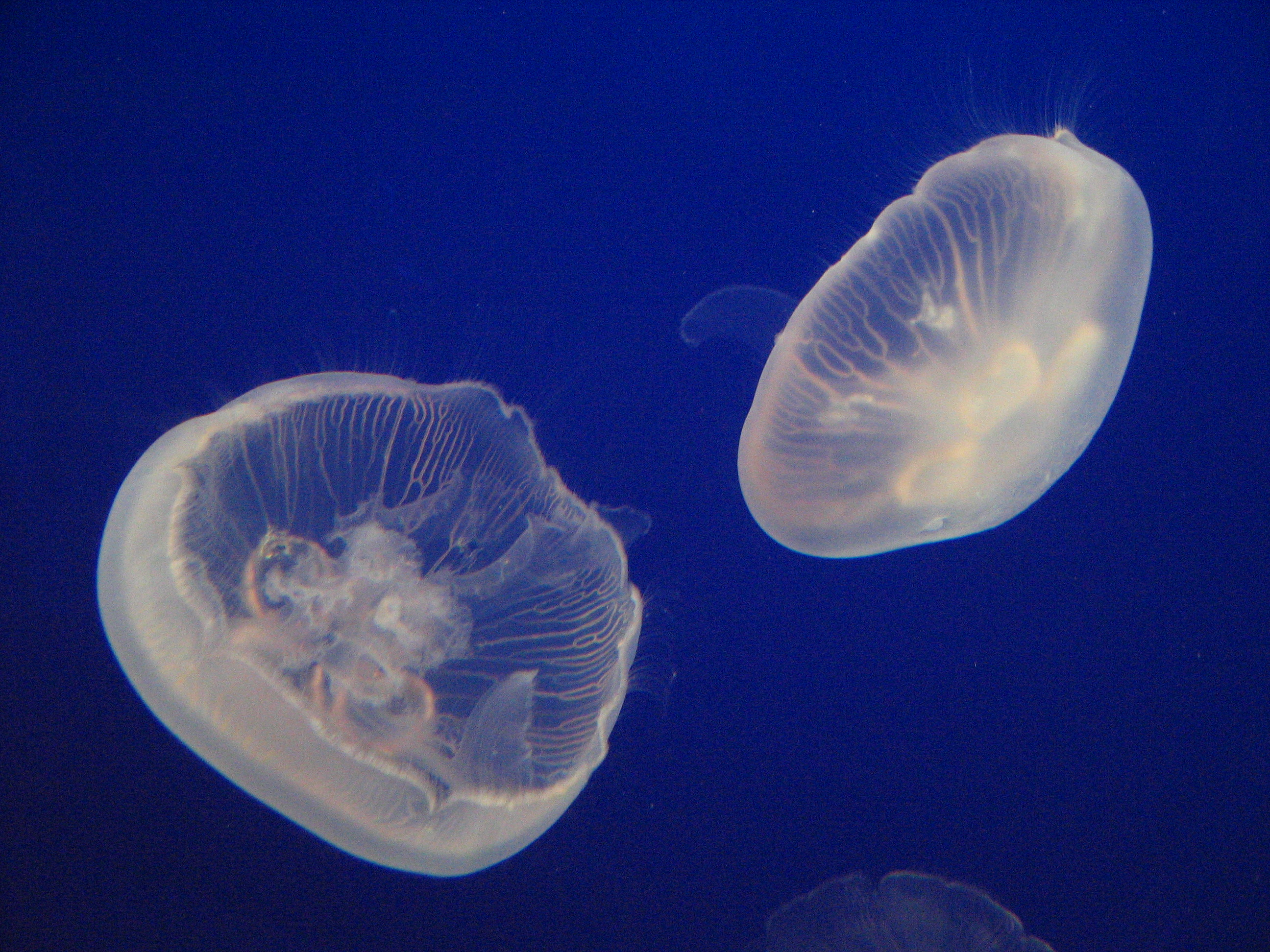
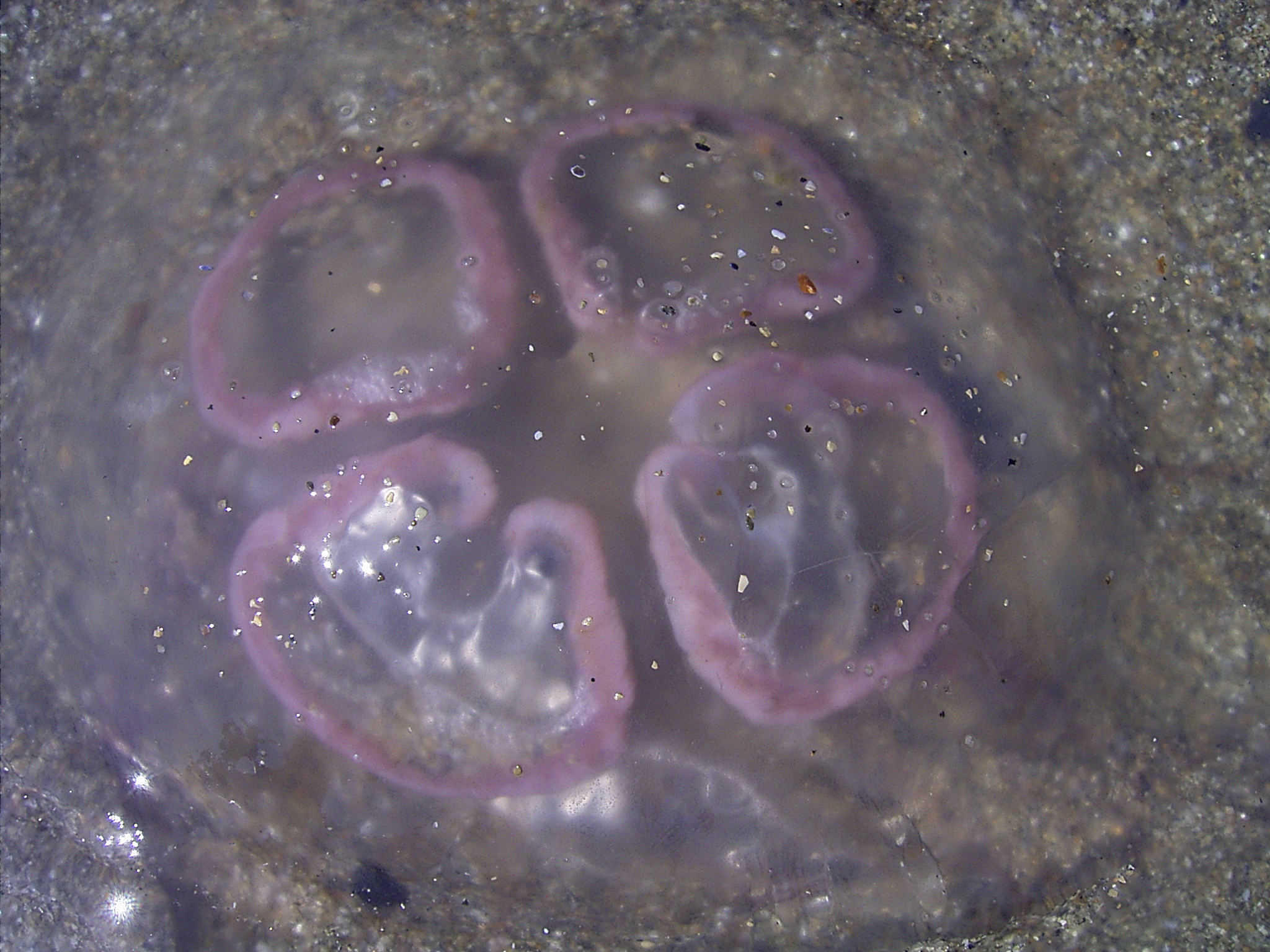
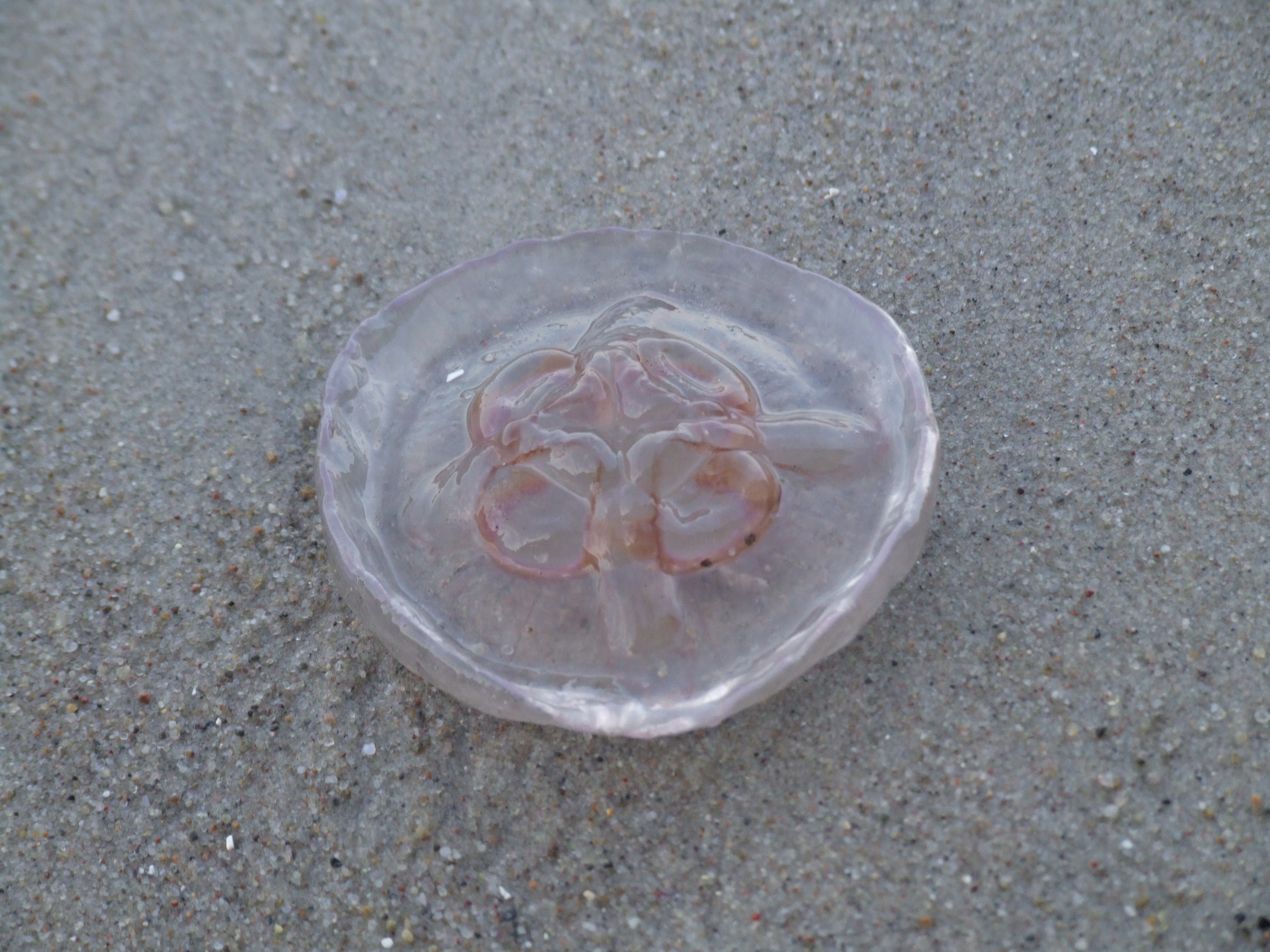
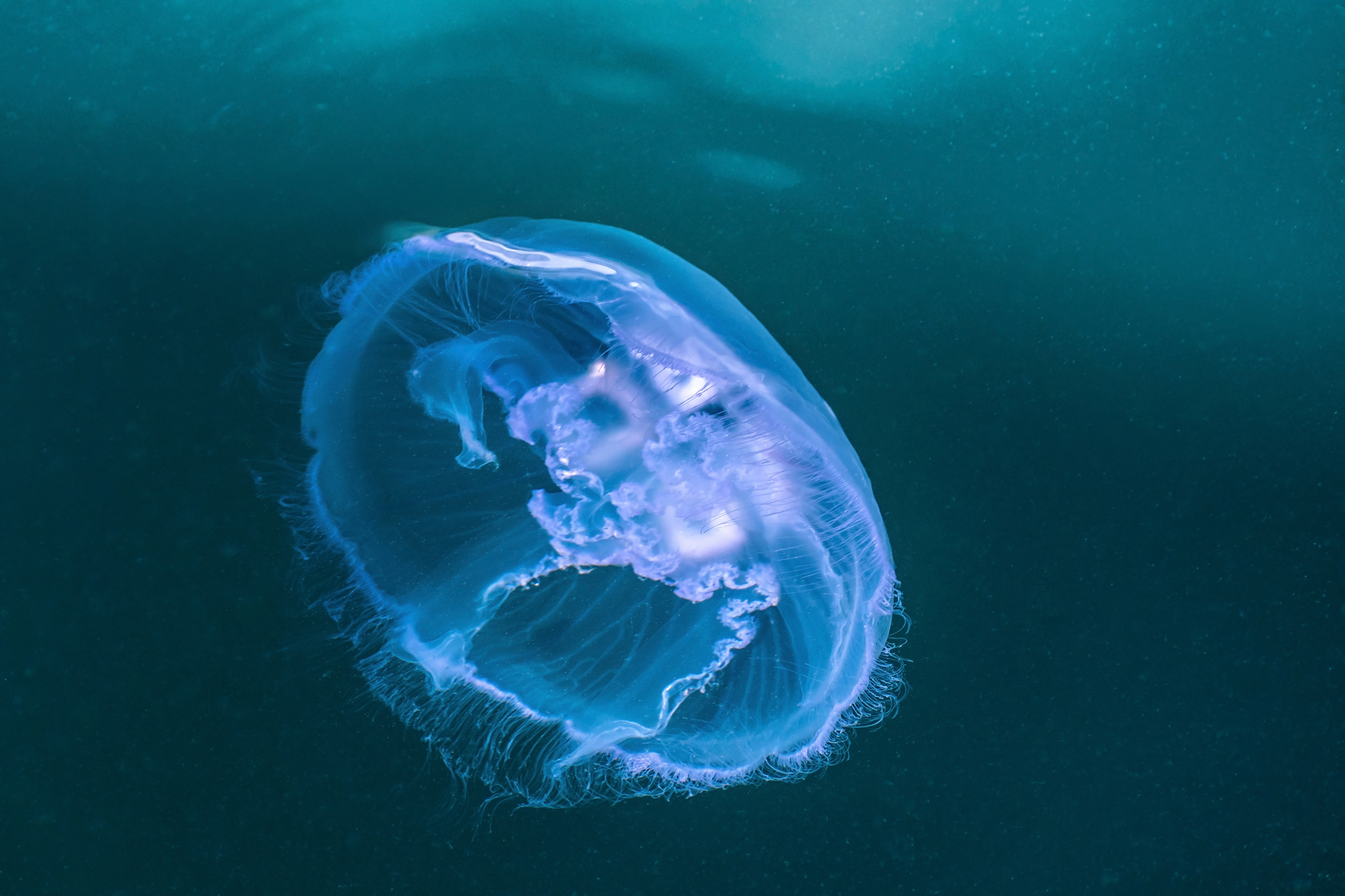